# Fannia
Fannia är ett släkte av tvåvingar. Fannia ingår i familjen takdansflugor.

## Bildgalleri

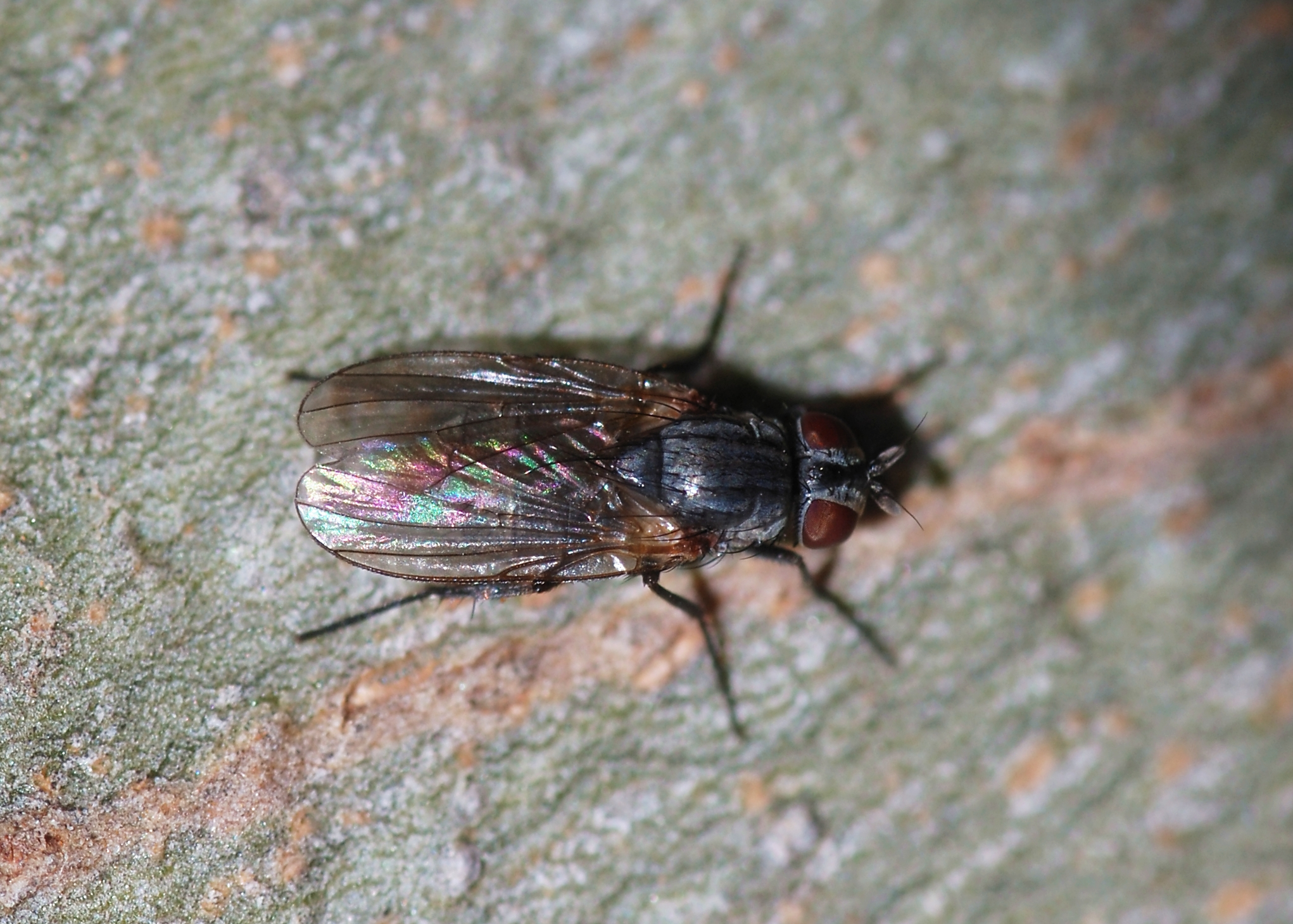

## Dottertaxa tillFannia, i alfabetisk ordning[1][2]
- Fannia abnormis
- Fannia abrupta
- Fannia admirabilis
- Fannia aequilineata
- Fannia aethiops
- Fannia alaskensis
- Fannia albisquama
- Fannia albitarsis
- Fannia alpina
- Fannia alta
- Fannia alxaensis
- Fannia amamiensis
- Fannia americana
- Fannia ampla
- Fannia angusta
- Fannia annosa
- Fannia antennata
- Fannia anteroventralis
- Fannia anthracina
- Fannia antilocera
- Fannia arcuata
- Fannia ardua
- Fannia arizonensis
- Fannia armata
- Fannia atra
- Fannia atripes
- Fannia australis
- Fannia bahiensis
- Fannia barbata
- Fannia bella
- Fannia benjamini
- Fannia berolinensis
- Fannia bifimbriata
- Fannia bigelowi
- Fannia bigoti
- Fannia binotata
- Fannia biseta
- Fannia borealis
- Fannia bradorei
- Fannia brevicauda
- Fannia brevipalpis
- Fannia brinae
- Fannia brooksi
- Fannia burmana
- Fannia cana
- Fannia canicularis
- Fannia capicornis
- Fannia capitalis
- Fannia caramaschi
- Fannia carbonaria
- Fannia carbonella
- Fannia carvalhoi
- Fannia ceringogaster
- Fannia ciliatissima
- Fannia cinerea
- Fannia clara
- Fannia clavata
- Fannia coculea
- Fannia collini
- Fannia columbiana
- Fannia confusa
- Fannia conspecta
- Fannia conspicua
- Fannia coracina
- Fannia corvina
- Fannia cothurnata
- Fannia coxata
- Fannia ctenophora
- Fannia curvipes
- Fannia curvostylata
- Fannia cuspicerci
- Fannia cylosternita
- Fannia dasyops
- Fannia dasytophacela
- Fannia davidianicornis
- Fannia densa
- Fannia depressa
- Fannia difficilis
- Fannia diploura
- Fannia discoculea
- Fannia dodgei
- Fannia doxonglaensis
- Fannia dupla
- Fannia edentula
- Fannia elephantocerca
- Fannia elongata
- Fannia enigmata
- Fannia eremna
- Fannia erythropsis
- Fannia euchaetophora
- Fannia exilis
- Fannia facisetosa
- Fannia falcata
- Fannia fasciata
- Fannia fasciculata
- Fannia femoralis
- Fannia flavibasis
- Fannia flavicincta
- Fannia flavicornis
- Fannia flavifuscinata
- Fannia flavipalpis
- Fannia flavipes
- Fannia flavitibia
- Fannia fruticosa
- Fannia fulgida
- Fannia fuscinata
- Fannia fuscitibia
- Fannia fusconotata
- Fannia fuscula
- Fannia garretti
- Fannia genualis
- Fannia gilvitarsis
- Fannia glauca
- Fannia glaucescens
- Fannia globosa
- Fannia gotlandica
- Fannia gracilis
- Fannia grahami
- Fannia grandicornis
- Fannia grandis
- Fannia hermani
- Fannia heydenii
- Fannia himalayana
- Fannia hinei
- Fannia hirticeps
- Fannia hirtifemur
- Fannia hirtitibia
- Fannia hirundinis
- Fannia hohxiliensis
- Fannia hohxilliensis
- Fannia horii
- Fannia howardi
- Fannia howei
- Fannia huaxiia
- Fannia hyalinipennis
- Fannia immaculata
- Fannia immutica
- Fannia imperatoria
- Fannia incisurata
- Fannia indica
- Fannia inducta
- Fannia inermipennis
- Fannia intensica
- Fannia intermedia
- Fannia ipinensis
- Fannia itatiaiensis
- Fannia japonica
- Fannia jezoensis
- Fannia kikowensis
- Fannia krimensis
- Fannia lasiops
- Fannia latifrons
- Fannia latifrontalis
- Fannia latihamata
- Fannia latipalpis
- Fannia latistylata
- Fannia leidyi
- Fannia lepida
- Fannia leucogaster
- Fannia leucosticta
- Fannia limbata
- Fannia lineata
- Fannia longipila
- Fannia longiseta
- Fannia losgateados
- Fannia lucida
- Fannia lucidula
- Fannia lugubrina
- Fannia lustrator
- Fannia macalpinei
- Fannia maculosa
- Fannia maia
- Fannia mainling
- Fannia malagasica
- Fannia manicata
- Fannia maximiguttatus
- Fannia melania
- Fannia melanura
- Fannia meridionalis
- Fannia mesquinha
- Fannia metallipennis
- Fannia mexicana
- Fannia micheneri
- Fannia minutipalpis
- Fannia mollissima
- Fannia monilis
- Fannia montana
- Fannia monticola
- Fannia morosa
- Fannia morrisoni
- Fannia moseri
- Fannia multiseta
- Fannia multisetosa
- Fannia neomexicana
- Fannia neopolychaeta
- Fannia neotomaria
- Fannia nepalensis
- Fannia nidica
- Fannia nidicola
- Fannia nigra
- Fannia nigribasicosta
- Fannia nigriclara
- Fannia norfolki
- Fannia norvegica
- Fannia novalis
- Fannia nudiseta
- Fannia obscurinervis
- Fannia obscuripennis
- Fannia ochrogaster
- Fannia operta
- Fannia oregonensis
- Fannia ornata
- Fannia pallidibasis
- Fannia pallidiventris
- Fannia pallitibia
- Fannia pamplonae
- Fannia parafemoralis
- Fannia paraisensis
- Fannia parasitica
- Fannia parva
- Fannia pauli
- Fannia pellucida
- Fannia penepretiosa
- Fannia peneserena
- Fannia penicillaris
- Fannia perplexa
- Fannia perpulchra
- Fannia personata
- Fannia petrocchiae
- Fannia pigeonisternita
- Fannia pileatus
- Fannia polychaeta
- Fannia polystylata
- Fannia polystylodes
- Fannia postica
- Fannia posticata
- Fannia presignis
- Fannia prisca
- Fannia processicauda
- Fannia prolata
- Fannia pruinosa
- Fannia pseudoflavicincta
- Fannia pseudonorvegica
- Fannia pseudoscalaris
- Fannia pterylitibia
- Fannia pubescens
- Fannia punctipennis
- Fannia punctiventris
- Fannia pusilla
- Fannia pusio
- Fannia quinquiramula
- Fannia rabdionata
- Fannia rabdoniata
- Fannia rafaeli
- Fannia ringdahlana
- Fannia robusta
- Fannia roigi
- Fannia rokkoensis
- Fannia rondanii
- Fannia rufitibia
- Fannia sabroskyi
- Fannia scalaris
- Fannia schnusei
- Fannia scissifolia
- Fannia scutellaris
- Fannia scyphocerca
- Fannia sequoiae
- Fannia serena
- Fannia setifemorata
- Fannia setifer
- Fannia setigena
- Fannia setitibia
- Fannia setosa
- Fannia shinahamae
- Fannia similis
- Fannia similiserena
- Fannia slovaca
- Fannia snyderi
- Fannia sobrinisociella
- Fannia sociella
- Fannia spathiophora
- Fannia speciosa
- Fannia spinosa
- Fannia stigi
- Fannia subatripes
- Fannia submonilis
- Fannia subpellucens
- Fannia subpubescens
- Fannia subsimilis
- Fannia supergressa
- Fannia suturalis
- Fannia taiwanensis
- Fannia tanotarsis
- Fannia tasmaniae
- Fannia tauricornis
- Fannia tescorum
- Fannia thelaziae
- Fannia tibetana
- Fannia tibialis
- Fannia tigripeda
- Fannia triaenocerca
- Fannia triangula
- Fannia trianguligera
- Fannia trichopoda
- Fannia trigonifera
- Fannia trimaculata
- Fannia trimaculatoides
- Fannia tripla
- Fannia tuberculata
- Fannia tucumanensis
- Fannia tumidifemur
- Fannia tundrarum
- Fannia tunisiae
- Fannia turkmenorum
- Fannia umbratica
- Fannia umbrosa
- Fannia ungulata
- Fannia unica
- Fannia uptiodactyla
- Fannia urbana
- Fannia variabilis
- Fannia vernalis
- Fannia verrallii
- Fannia vesparia
- Fannia vespertilionis
- Fannia wilsoni
- Fannia vittata
- Fannia xanthocera
- Fannia xantopyga
- Fannia xiaoi
- Fannia xuei
- Fannia xui
- Fannia yaanensis
- Fannia yenhedi
- Fannia yui
- Fannia zhangi